# Luis Lucia Mingarro
Pour les articles homonymes, voir Luis Lucia et Lucia.
Luis Lucia y Mingarro (en espagnol) ou Lluís Lúcia i Mingarro (en catalan) est un réalisateur et scénariste espagnol, né à Valence le 24 mai 1914 et mort à Madrid le 15 mars 1984 .

## Biographie
Luis Lucia Mingarro est fils du journaliste et homme politique Luis Lucia Lucia (1888-1943).
Docteur en droit, il est conseiller juridique de la société de production Cifesa avant de se tourner vers le cinéma et de devenir l'un de ses réalisateurs phare.

## Filmographie

### Réalisateur
- 1943 : El 13-13 (es)
- 1945 : Un hombre de negocios (es)
- 1947 : La princesa de los Ursinos (es)
- 1947 : Dos cuentos para dos
- 1949 : Noche de Reyes
- 1949 : La Grande Corrida (es) (Currito de la Cruz)
- 1949 : La Reine de la Sierra Morena (es) (La duquesa de Benamejí)
- 1950 : Deux Mères (es) (De mujer a mujer)
- 1951 : Lola la charbonnière (es) (Lola la Piconera)
- 1951 : El sueño de Andalucia
- 1952 : La Belle Andalouse (es) (La hermana San Sulpicio)
- 1952 : Gloria Mairena (en)
- 1952 : Aux portes de la ville (Cerca della ciudad)
- 1953 : Jeromin l'invincible (es) (Jeromin)
- 1953 : Aeropuerto (es)
- 1954 : Brune claire (es) (Morena Clara)
- 1954 : Cavalier andalou (es) (Un caballero andaluz)
- 1955 : La Sœur Joie (es) (La Hermana Alegría)
- 1955 : Esa voz es una mina
- 1955 : La lupa
- 1956 : El Piyayo (es)
- 1956 : La vida en un bloc (es)
- 1957 : Un marido de ida y vuelta
- 1958 : La muralla (ca)
- 1959 : Molokai, île maudite (es) (Molokai, la isla maldita)
- 1960 : Un ángel tuvo la culpa (es)
- 1960 : Le Prince enchaîné (es) (El príncipe encadenado)
- 1960 : Un rayon de soleil (es) (Un rayo de luz)
- 1961 : Un ange est arrivé (Ha llegado un ángel)
- 1962 : Tombola (es) (Tómbola)
- 1962 : Canción de juventud (es)
- 1963 : Rocío de la Mancha (es)
- 1964 : Crucero de verano (en)
- 1965 : Zampo y yo
- 1967 : Grandes amigos (es)
- 1967 : Les Quatre Mariages de Marisol (es) (Las cuatro bodas de Marisol)
- 1968 : Solos los dos (es)
- 1969 : Pepa Doncel (es)
- 1971 : La orilla
- 1972 : La novicia rebelde
- 1972 : Entre dos amores (es)

### Scénariste
- 1951 : Andalousie de Robert Vernay